# Consistório Ordinário Público de 2017
O Consistório Ordinário Público de 2017 ocorreu na Cidade do Vaticano em 28 de Junho de 2017 sob a presidência do Papa Francisco. Neste Consistório foram criados cinco novos Cardeais, todos eleitores. O anúncio público dos prelados a serem criados Cardeais foi feito pelo Papa Francisco a 21 de Maio de 2017.

## Enquadramento
O Consistório Ordinário Público de 2017 foi o quarto do pontificado do Papa Francisco. O Papa criou cinco novos Cardeais, todos Eleitores. 
Dos prelados nomeados constam dois Arcebispos e três Bispos, incluindo entre estes um Bispo-Auxiliar em efectividade de funções. 
Cinco nações estiveram representadas neste Consistório: Suécia, Laos, Espanha, El Salvador e Mali. No caso da Suécia ,El Salvador, Laos e Mali trata-se da primeira participação no colégio cardinalício.

## Cardeais
Os Cardeais criados serão os seguintes:
| Nº                 | País               | Nome                            | Idade              | Cargo                          | Título ou Diaconia                                            |
| Cardeais Eleitores | Cardeais Eleitores | Cardeais Eleitores              | Cardeais Eleitores | Cardeais Eleitores             | Cardeais Eleitores                                            |
| ------------------ | ------------------ | ------------------------------- | ------------------ | ------------------------------ | ------------------------------------------------------------- |
| 1                  | Mali               | Jean Zerbo                      | 73                 | Arcebispo de Bamako            | Cardeal-presbítero de Santo Antônio de Pádua na Via Tuscolana |
| 2                  | Espanha            | Juan José Omella Omella         | 71                 | Arcebispo de Barcelona         | Cardeal-presbítero de Santa Cruz em Jerusalém                 |
| 3                  | Suécia             | Anders Arborelius, O.C.D.       | 67                 | Bispo de Estocolmo             | Cardeal-presbítero de Santa Maria dos Anjos                   |
| 4                  | Laos               | Louis-Marie Ling Mangkhanekhoun | 73                 | Vigário Apostólico de Pakxe    | Cardeal-presbítero de São Silvestre em Capite                 |
| 5                  | El Salvador        | Gregorio Rosa Chávez            | 74                 | Bispo-Auxiliar de San Salvador | Cardeal-presbítero de Santissimo Sacramento a Tor de 'Schiavi |

A idade reporta-se à data de criação como Cardeal.